# Grenzaufsichtsstelle
Die Beamten der Grenzaufsichtsstelle (GASt) der Bundesrepublik Deutschland bei einem Zollkommissariat üben die zollrechtliche und grenzpolizeiliche Überwachung der Außengrenze (Zollgrenze) der Europäischen Union (die sogenannte Grenzaufsicht) aus. Jedes Zollkommissariat hat mehrere GASten.
Die Grenzaufsichtsstelle besteht in der Regel aus einem aufsichtführenden Beamten (aB), einem Vertreter des aufsichtsführenden Beamten (VaB) und weiteren Beamten. Die Anzahl der Beamte ist dem örtlichen Bedarf angepasst und daher unterschiedlich. Es gibt sehr kleine GASten mit nur einem Beamten (dem aB), aber auch große GASten mit 10 Beamten und mehr. Die Beamten sind mit mehreren Fahrzeugen ausgestattet und fahren rund um die Uhr Streife. Einige Zollbeamte haben Diensthunde, die auf Rauschgift, Waffen, Erzeugnisse tierischen Ursprungs und Sprengstoff oder Bargeld spezialisiert sind.
Es gibt zudem spezielle GASten wie die GASt "F" (Sprechfunkzentrale). Eine GASt F ist ähnlich einer Einsatzzentrale bei der Polizei. Hier melden sich alle Streifen, es werden Abfragen getätigt usw. Des Weiteren gibt es GASten "S" (Sondergrenzaufsichtsstellen), welche besondere Ausrüstungsgegenstände wie Hohlraumsonden, um Hohlräume auf Schmuggelware zu prüfen ohne gleich alles demontieren zu müssen, mitführen. Auch gab es GASten WBG, welche mit Wärmebildgeräten ausgerüstet waren. Diese waren auf VW Transporter montiert. Mit diesen Wärmebildgeräten (BAE) wurden größere Grenzabschnitte überwacht.
An der Schweizer Grenze gibt es Grenzaufsichtsstellen, die ausschließlich die Einreisekontrollen (Grenzkontrolle, Zollkontrolle) an den Zollämtern durchführen.
Diese speziellen GASten gibt es aber nicht bei jedem Zollkommissariat. So kann eine GASt F Leitstelle von mehreren Zollkommissariaten sein. Sie ist über alle Streifen (auch der anderer Zolldienststellen) weisungsbefugt.